# Blåsut
Blåsut – powierzchniowa stacja sztokholmskiego metra, leży w Sztokholmie, w Söderort, na granicy dzielnic Enskede-Årsta-Vantör (Johanneshov) i Skarpnäck (Hammarbyhöjden), w części Blåsut. Na zielonej linii metra T18, leży między Skärmarbrink a Sandsborgiem. Dziennie korzysta z niej około 2 600 osób.
Stacja znajduje się równolegle do Blåsutvägen. Posiada jedno wyjście znajdujące się przy Blåsutvägen na wysokości Artistvägen. 
Stację otworzono 1 października 1950 razem z odcinkiem Slussen–Hökarängen. Posiada jeden peron. W kierunku Skärmarbrink znajduje się stacja techniczno-postojowa Hammarbydepån.

## Czas przejazdu
| Linia | Stacja        | Czas przejazdu | Stacja                                                   | Czas przejazdu                 |
| T18   | Alvik         | 26 min         | Skärmarbrink Gullmarsplan Slussen Gamla stan T-Centralen | 2 min 4 min 8 min 9 min 13 min |
| T18   | Farsta strand | 13 min         | Skärmarbrink Gullmarsplan Slussen Gamla stan T-Centralen | 2 min 4 min 8 min 9 min 13 min |

## Otoczenie
W najbliższym otoczeniu stacji znajdują się:
- Nytorpsskolan
- Dalens sjukhem